# بيشكوبي
بيشكوبي (النطق الألباني: [pɛʃkɔpi]؛ الشكل الألباني المحدد: Peshkopia، اللاتينية: Penestae) هي مدينة تقع في المناطق الجبلية في شمال شرق ألبانيا، في مقاطعة ديبر. وهي عاصمة كل من مقاطعة (الألبانية: qark) ومنطقة (الألبانية: rreth) ديبر، وهي عاصمة المقاطعة الإقليمية الوحيدة في ألبانيا التي لا تشترك في اسمها مع مقاطعتها. يبلغ عدد السكان اعتبارًا من تعداد عام 2023 14710 نسمة.
تقع بيشكوبي شرق نهر درين الأسود، على بعد حوالي 187 كيلومترًا (116 ميلًا) شمال شرق تيرانا، عاصمة ألبانيا، وعلى بعد 20 كيلومترًا (12 ميلًا) من الحدود المقدونية. تقع المدينة على ارتفاع 651 مترًا (2,136 قدمًا) فوق مستوى سطح البحر.
تشتهر بيشكوبي بمياهها الحرارية وزراعتها التي تستمر على مدار العام وجمالها الطبيعي، كما تكتسب سمعة طيبة كوجهة سياحية للأنشطة الخارجية مثل المشي لمسافات طويلة والتخييم وركوب الدراجات الجبلية وتسلق الصخور. كما يقع بالقرب منها جبل كورابي، ثالث أعلى جبل في البلقان، ومسقط رأس البطل الوطني الألباني، جيرج كاستريوتي. كما تحتوي المنطقة على رواسب خام معدنية كبيرة مثل الكروم والكبريت والرخام. كما أنها مركز صناعي مهم في ألبانيا، حيث تنتج العديد من المنتجات الزراعية لألبانيا.

## وصلات خارجية
- الموقع الرسمي